# А в душе я танцую
«А в душе́ я танцую» (англ. Inside I'm Dancing, др. назв. англ. Rory O'Shea Was Here) — художественный фильм ирландского режиссёра Дэмиена О’Доннелла 2004 года.
Главные роли исполнили: Джеймс МакЭвой, Стивен Робертсон, Ромола Гарай и Бренда Фрикер.
Съёмки велись в Дублине и Уиклоу.
Продюсерами выступили Джеймс Флинн, компании Working Title Films и StudioCanal.

## Сюжет
Майклу 24 года, и почти всю свою жизнь он провёл в доме для инвалидов, куда попал из-за церебрального паралича. Он знакомится с новым пациентом клиники — Рори О’Ши, которого приковала к инвалидной коляске миодистрофия Дюшенна. Как и Майкл, он практически не может передвигаться, но это не мешает Рори по-своему наслаждаться жизнью. Его смелость и безразличие к ударам судьбы становятся отличным примером для Майкла.

## В ролях
| Актёр            | Роль           | оригинальное имя |
| ---------------- | -------------- | ---------------- |
| Джеймс Макэвой   | Рори О'Шей     | Rory O'Shea      |
| Стивен Робертсон | Майкл Коннолли | Michael Connolly |
| Ромола Гараи     | Шевон          | Siobhán          |
| Том Хикки        | Кон О’Шей      | Con O'Shea       |
| Бренда Фрикер    | Эйлин          | Eileen           |

## Производство
Фильм основан на рассказе ирландского писателя Кристиана О’Рейли (Christian O’Reilly), который сам работал в дублинском Центре по предоставлению права на самостоятельное проживание, где познакомился с Дермотом Уолшем (Dermot Walsh), у которого был церебральный паралич.
Джеймс Макэвой хотел пробоваться на роль Майкла, но после совместного прослушивания с шотландским актёром Стивеном Робертсоном понял, что тот больше подходит на эту роль.
Готовясь к съёмкам, актёр Джеймс Макэвой много общался с людьми, у которых мышечная дистрофия Дюшенна. Он выяснил, что они предпочитают, чтобы их вообще не замечали — только бы не жалели.
Во время съёмок актёры проводили в инвалидных креслах по 12 часов в сутки.

## Критика
На сайте Rotten Tomatoes фильм имеет рейтинг 49 %, что основано на 69 рецензиях критиков, со средним баллом 5.8 из 10.
На сайте Metacritic картина набрала 59 баллов из 100, на основе 23 обзоров.
Нил Смит для Би-би-си присудил фильму 4 из 5 звёзд.

## Саундтрек
В фильме использованы следующие музыкальные композиции:
- «Beat for Two» — Elbow
- «Frontier Psychiatrist» — The Avalanches
- «Hurt» (Trent Reznor of Nine Inch Nails) — Джонни Кэш
- «Look of Love» — Дасти Спрингфилд
- «Easy» — Groove Armada

## Награды
- 2004 — Эдинбургский кинофестиваль
  - Приз зрительских симпатий — Дэмиен О’Доннелл
- 2005 — Irish Film and Television Awards
  - Лучший ирландский фильм